# بشارة الخوري
الشيخ بشارة خليل الخوري (10 أغسطس 1890 - 11 يناير 1964) هو سياسي لبناني ورئيس الجمهوريّة اللبنانيّة الأوّل بعد الاستقلال، حيث انتخب في سبتمبر 1943 لهذا المنصب، ويعدّ أحد المؤسسين لنظام الحكم في البلاد من خلال الميثاق الوطني.
خلال عهد الإنتداب الفرنسي على لبنان ترأّس ثلاث حكومات على فترتين، وقد أسّس الكتلة الدستورّية في مجلس النواب سنة 1932 التي كانت بمواجهة الكتلة الوطنيّة لفترة طويلة، وتحوّلت في 1952 إلى حزب سياسيّ، كما عيّن نائبًا في عدّة مجالس نيابية.
بعد إنتخابه رئيسًا للدولة، كلّف رياض الصلح لرئاسة الحكومة الأولى في فترته. حاولت الحكومة إلغاء المواد الدستورية التي تتعارض مع استقلال لبنان، ما أثار غضب السلطات الفرنسيّة ودفعها لاعتقال الخوري إلى جانب عدد من الوزراء، وقامت بسجنهم في قلعة راشيا، كما عيّنت إميل إده رئيسًا مكان الخوري. تحت الضّغط الشّعبي والدّولي عليها، أعلنت فرنسا إعترافها بإستقلال لبنان وأفرجت عن المعتقلين في 22 نوفمبر 1943.
استمرّ الخوري 9 سنوات إضافية حتى 1952، عندما قدّم إستقالته إثر مظاهرات واسعة إتّهمته بالفساد وسوء الإدارة. قبل مغادرته، شكّل حكومة عسكرية برئاسة قائد الجيش فؤاد شهاب تتولى إجراء الانتخابات الرئاسية، وأسفرت عن خلافة كميل شمعون له.

## حياته الشخصية
ولد عام 1890 لعائلة مارونية عريقة في السياسة، ودرس في جامعة القديس يوسف اليسوعية في بيروت وتخرج محامياً. مارس مهنته في كل من بيروت والقاهرة حتى تعيينه عام 1926 وزيراً للداخلية في حكومة أوغست أديب باشا. تزوج من لور شيحا، وأنجبا ثلاثه أبناء: خليل وميشال وأوغيت.

## مسيرته السياسية

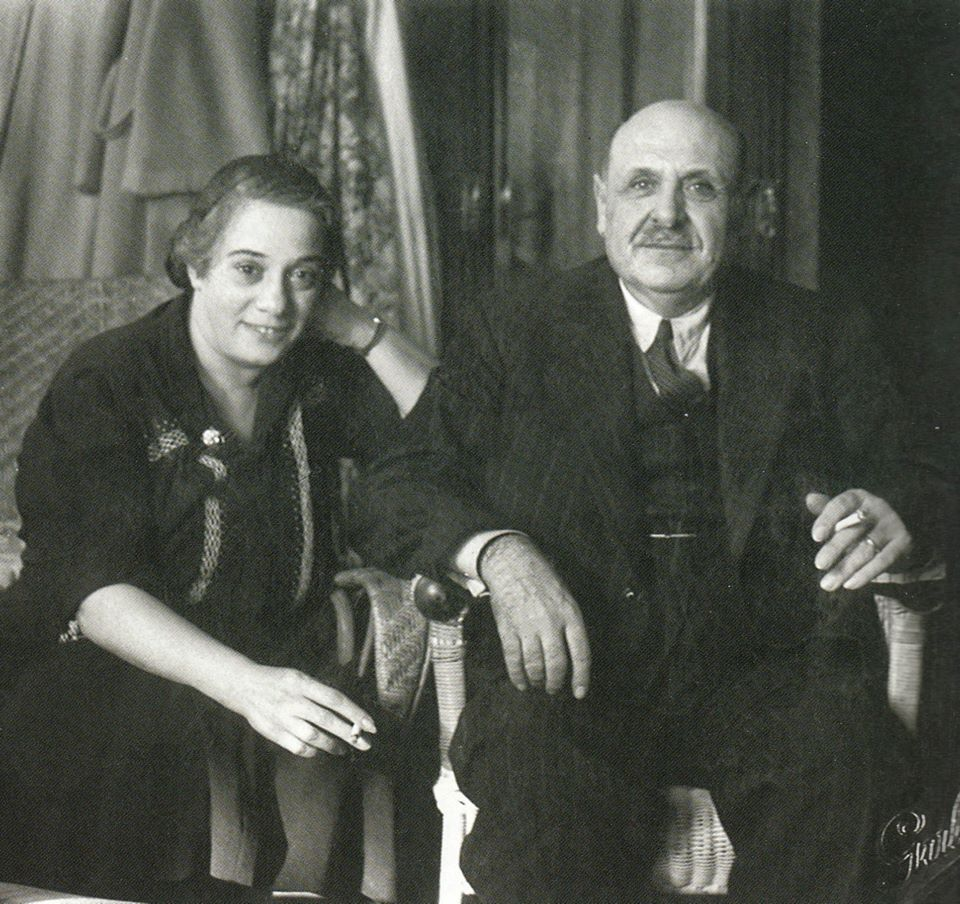
بشارة الخوري وزوجته

تميزت سياسته الداخلية بمعارضة حزب الكتلة الوطنية الذي يترأسه إميل إده، كما أنشأ حزبأ أسماه الحزب الدستوري يهدف إلى المحافظة على أسس النظام اللبناني والمحافظة على استقلاله.
انتخب عام 1943 أول رئيس للجمهورية اللبنانية بعد إعلان الاستقلال. ولما حاول أن يلغي من الدستور المواد التي كانت تتناقض مع هذا الاستقلال اعتقلته سلطات الانتداب الفرنسية مع مجموعة من الوزراء في قلعة راشيا. إلا أن الضغط الداخلي والعربي والعالمي جعل فرنسا تتراجع عن خطواتها وتعترف أخيراً باستقلال لبنان. أراد بشارة الخوري أن يجدد فترة رئاسته 6 سنوات أخرى بالرغم من أن الدستور يعارض مثل هذا التجديد فكان أن أجرى انتخابات عام 1947 تميزت بالتدخل والتزوير. بات لأخيه سليم الذي انتخب نائبًا في نفس السنة نفوذًا كبيرًا واُتهم بالتورط بالفساد حتى لقّب بـ«السلطان سليم». وفي عام 1948 عدّل الدستور بصورة استثنائية وأعاد مجلس النواب انتخابه إلا أنه لم يتمكن من إكمال عهده إذ أِجبر على الاستقالة عام 1952 تحت ضغط المعارضة والاضطرابات.

## بعد الرئاسة
منذ عام 1952 عاش بعيداً عن السياسة مكرساً جهوده لكتابة مذكراته حقائق لبنانية. توفّي في بيروت عام 1964 عن عمر 73 عامًا.

## وصلات خارجية
- بشارة الخوري على موقع أرشيف الشارخ.
- بشارة الخوري على موقع الموسوعة البريطانية (الإنجليزية)
- بشارة الخوري على موقع مونزينجر (الألمانية)
- بشارة الخوري: قائد العبور من الانتداب إلى الاستقلال، من جريدة السفير.

| المناصب السياسية     | المناصب السياسية                                                                 | المناصب السياسية     |
| -------------------- | -------------------------------------------------------------------------------- | -------------------- |
| سبقه أوغست أديب باشا | رئيس وزراء الجمهورية اللبنانية 5 أيَّار (مايو) 1927 - 10 آب (أغسطس) 1928           | تبعه حبيب باشا السعد |
| سبقه حبيب باشا السعد | رئيس وزراء الجمهورية اللبنانية 9 أيَّار (مايو) 1929 - 11 تشرين الأول (أكتوبر) 1929 | تبعه إميل إده        |
| سبقه بترو طراد       | رئيس الجمهورية اللبنانية 21 أيلول (سبتمبر) 1943 - 11 تشرين الثاني (نوفمبر) 1943  | تبعه إميل إده        |
| سبقه إميل إده        | رئيس الجمهورية اللبنانية 22 تشرين الثاني (نوفمبر) 1943 - 18 أيلول (سبتمبر) 1952  | تبعه كميل شمعون      |